# 宣州 (隋朝)
宣州，隋朝时设置的州。
开皇九年（589年）改南豫州置，治所在宣城县（今安徽省宣城市）。大业初改为宣城郡。
唐朝武德三年（620年）复为州，武德九年（626年），丹楊、溧水、溧陽等地改隸屬宣州。天宝元年（742年）又改宣城郡，乾元元年（758年）复改宣州。户十二万一千二百四，口八十八万四千九百八十五。下辖八县：宣城县、当涂县、泾县、广德县、南陵县、太平县、宁国县、旌德县。唐时辖境相当今安徽省长江以南，黄山、九华山以北地区及江苏省溧水、溧阳等县地。
南宋乾道二年（1166年）升为宁国府。唐朝以后，以产宣纸著名。

## 行政区划

### 唐朝
| 县名   | 现在地名                   | 简介 | 备注 |
| ------ | -------------------------- | --- | ---- |
| 宣城县 | 安徽省宣城市               | 望。武德三年，析置怀安县，六年省。东十六里有德政陂，引渠溉田二百顷，大曆二年，观察使陈少游置；有敬亭山。 |      |
| 当涂县 | 安徽省当涂县               | 紧。武德三年以县置南豫州，八年州废，来属。贞观元年省丹阳县入焉。乾元元年隶昇州，上元二年复来属。有神武山。有采石戍。有铜，有铁。 |      |
| 泾县   | 安徽省泾县                 | 紧。武德三年以县置南徐州，寻更名猷州，并置南阳县和安吴县。八年州废，省南阳、安吴二县，以泾县来属。 |      |
| 广德县 | 安徽省广德市               | 紧。本绥安县。武德三年以县置桃州，并置桐陈县和怀德县。七年州废，省桐陈、怀德，以绥安县来属。至德二载更名。有横山。 |      |
| 南陵县 | 安徽省南陵县               | 望。武德四年隶池州，州废来属。后析置义安县，又废义安县为铜官冶。利国山有铜，有铁；凤凰山有银。有大农陂，溉田千顷，元和四年，宁国令范某因废陂置，为石堰三百步，水所及者六十里；有永丰陂，在青弋江中，咸通五年置。有鹊头镇兵。有梅根、宛陵二监钱官。 |      |
| 太平县 | 安徽省黄山市黄山区仙源镇   | 上。天宝十一载析当涂县、泾县置，大曆中省，永泰中复置。 |      |
| 宁国县 | 安徽省宁国市竹峰街道郭家塔 | 紧。武德三年析宣城县置，六年省，天宝三载析宣城县、当涂县复置。有银。 |      |
| 旌德县 | 安徽省旌德县旌阳镇         | 上。宝应二年析太平县置。 |      |

| 唐朝宣州辖县 | 唐朝宣州辖县                                                                                                   |
| ------------ | --- |
| 618年        | 宣城县、绥安县、泾县、南陵县、秋浦县（新设宁国县）                                                             |
| 620年        | 宣城县、宁国县、南陵县、秋浦县（新设怀安县，泾县改属南徐州，绥安县改属桃州）                                   |
| 621年        | 宣城县、宁国县、怀安县（南陵县、秋浦县改属池州）                                                               |
| 624年        | 宣城县（绥安县来属，废除宁国县、怀安县）                                                                       |
| 625年        | 宣城县、绥安县（泾县、当涂县来属）                                                                             |
| 626年        | 宣城县、绥安县、泾县、当涂县（丹阳县、溧水县、溧阳县来属）                                                     |
| 627年        | 宣城县、绥安县、泾县、当涂县、溧水县、溧阳县（南陵县、秋浦县来属，废除丹阳县）                                 |
| 627年        | 宣城县、绥安县、泾县、当涂县、溧水县、溧阳县、南陵县、秋浦县                                                   |
| 742年        | 宣城县、绥安县、泾县、当涂县、溧水县、溧阳县、南陵县、秋浦县（新设青阳县）                                     |
| 744年        | 宣城县、绥安县、泾县、当涂县、溧水县、溧阳县、南陵县、秋浦县、青阳县（再设宁国县）                             |
| 752年        | 宣城县、绥安县、泾县、当涂县、溧水县、溧阳县、南陵县、秋浦县、青阳县、宁国县（新设太平县）                     |
| 757年        | 宣城县、绥安县（改为广德县）、泾县、溧阳县、南陵县、秋浦县、青阳县、宁国县、太平县（溧水县、当涂县改属江宁郡） |
| 758年        | 宣城县、广德县、泾县、南陵县、秋浦县、青阳县、宁国县、太平县（溧阳县改属昇州）                                 |
| 762年        | 宣城县、广德县、泾县、南陵县、秋浦县、青阳县、宁国县、太平县（溧水县、溧阳县、当涂县来属）                     |
| 763年        | 宣城县、广德县、泾县、南陵县、秋浦县、青阳县、宁国县、太平县、溧水县、溧阳县、当涂县（新设旌德县）             |
| 765年        | 宣城县、广德县、泾县、青阳县、宁国县、溧水县、溧阳县、当涂县、旌德县（南陵县、秋浦县改属池州，废除太平县）     |
| 766年        | 宣城县、广德县、泾县、青阳县、宁国县、溧水县、溧阳县、当涂县、旌德县（再设太平县）                             |
| 887年        | 宣城县、广德县、泾县、青阳县、宁国县、当涂县、旌德县、太平县（溧水县、溧阳县改属昇州）                         |
| 888年        | 宣城县、广德县、泾县、青阳县、宁国县、当涂县、旌德县、太平县（再设义安县）                                     |
| 892年        | 宣城县、广德县、泾县、青阳县、宁国县、当涂县、旌德县、太平县（废除义安县）                                     |

## 刺史
| 唐朝宣州刺史 - 左难当（624年） - 尉迟敬德（637年） - 李义本（贞观年间） - 周和举（贞观年间） - 李文暕（贞观年间） - 李元晓（653年） - 李某（657年之前） - 李颎（唐高宗时） - 李冲寂（唐高宗时） - 陶大举（683年—688年） - 魏正见（695年） - 杨元琰（证圣前后） - 张知謇（长安年间） - 李宏（武周时） - 杨元祎（开元初年） - 长孙元翼（开元年间） - 霍廷玉（720年—722年） - 豆卢灵昭（开元年间） - 姚昌润（开元年间） - 崔瑶（开元年间） - 裴耀卿（726年—730年） - 马元庆（开元年间） - 桓臣范（开元后期） - 班景倩（733年—735年） - 竹承构（735年—737年） - 裴敦复（开元末年） - 宣城郡太守 | - 李行穆（758年） - 郑炅之（759年—761年） - 宗犀（760年） - 季广琛（761年—765年） - 殷日用（765年） - 李佚（766年） - 陈少游（766年—770年） - 崔昭（770年—776年） - 薛邕（776年—779年） - 裴胄（779年） - 王沔（780年） - 元亘（781年—782年） - 卢复（783年—784年） - 孙会（784年） - 皇甫政（786年—787年） - 刘赞（787年—796年） - 崔衍（796年—805年） - 穆赞（805年） - 路应（805年—809年） - 卢坦（809年—810年） - 房式（810年—812年） - 范传正（812年—816年） - 王遂（816年—818年） - 窦易直（818年—819年） - 元锡（819年—820年） - 令狐楚（820年） - 元锡（820年—821年） - 许季同（约822年、823年） | - 崔群（823年—827年） - 于敖（827年—830年） - 沈传师（830年—833年） - 裴谊（833年） - 陆亘（833年—834年） - 王质（834年—836年） - 崔郸（837年—839年） - 崔龟从（839年—844年） - 韦温（844年—845年） - 高元裕（845年—847年） - 裴休（848年—849年） - 裴谂（849年—851年） - 孔温业（851年—854年） - 崔玙（854年—856年） - 郑薰（856年—858年） - 崔铉（858年，遥领） - 温璋（858年—861年） - 崔瑄（咸通初年） - 崔准（861年—862年） - 李当（862年—865年） - 杜宣猷（865年—866年） - 杨收（866年—867年） - 裴璩（868年—869年） - 赵骘（870年） - 独孤霖（871年—872年） - 李璋（872年—873年） - 崔寓（873年—877年） - 王凝（877年—878年） | - 崔玹（878年—879年） - 裴虔餘（880年—882年） - 窦潏（882年） - 秦彦（882年—887年） - 陈珮（887年，未任） - 赵锽（887年—889年） - 杨行密（889年—892年） - 田頵（892年—903年） - 台濛（903年—904年） - 杨渥（904年—905年） - 王茂章（905年—906年） - 李遇（906年—912年） - 刁缅 - 刘铦 - 袁某 - 韦宥 - 杨元最 |